# 雷姆林根
雷姆林根是德国下萨克森州的一个市镇。总面积21.59平方公里，总人口1813人，其中男性921人，女性892人（2011年12月31日），人口密度84人/平方公里。